# あなたがしてくれなくても
『あなたがしてくれなくても』（英語: Even if you don't do it）は、ハルノ晴による日本の青年漫画。『漫画アクション』（双葉社）にて、2017年13号から2024年24号まで連載。2023年11月時点で電子版を含めた累計発行部数は1000万部を突破している。
セックスレスをテーマにしており、配偶者とのセックスレスに悩む男女を描く。
2023年4月期にフジテレビ系にてテレビドラマ化された。

## あらすじ
本作の主人公・吉野みちは、2年にわたり、夫・陽一とセックスレス状態にあった。ある日、会社の同僚の出産退職に触発されたみちは、陽一と性交の約束をするが、陽一はその約束を反故にする。落ち込むみちを見かねた先輩社員・新名誠は、彼女を飲みに誘う。その席で、みちと誠は互いにセックスレスに陥っていることを知り、以降、2人はセックスレスについて話し合う間柄になる。
その後もみちはセックスレスを解消すべく努力するが、陽一は妻の求めに応えられず、夫婦の間に隙間風が吹き始める。陽一は遅くまで会社に残るようになり、ある夜、同僚の女性と一夜の過ちを犯す。その後ろめたさから陽一はみちと性交におよぶが、みちは夫の心が自分から離れているように感じる。一方、誠は妻・楓と結婚記念日にディナーをする約束をするが、記念日当日に反故にされる。妻に愛されていないと感じた誠はみちに告白し、社員旅行に乗じてみちと一線を越えようとするが、寸前でみちが夫のことを思い出し、性交は未遂に終わる。一連の出来事を踏まえて、2人は伴侶と改めて向き合うことを決意する。
みちの心が陽一と誠の間で揺れ動いていたころ、陽一はみちの言動に不信感を覚えていたが、その理由を自身の不貞行為がばれたのではないかと推測し、関係修復のため妻との関わりを増やすようになる。しかし、みちとの性交は失敗に終わる。みちは自分がセックスレスを解消しようとしたことで夫を精神的に追い詰めていたと知り、ショックを受ける。一方、誠は楓に対し、これまで彼女を慮って言わずにいた不満を伝える。楓は仕事を優先するあまり夫を省みていなかったと気づき、それまで夫に任せっきりだった家事に取り組むなど、夫との時間を増やすようになるが、既に誠の心はみちに傾いていた。

## 登場人物
吉野 みち（よしの みち）
本作の主人公。東京在住のOL。年齢は32歳。
結婚5年目の陽一という夫がいる。夫婦仲は悪くないが、セックスレスに陥っており、そのことで悩んでいる。
新名 誠（にいな まこと）
みちと同じ会社に勤めるサラリーマン。年齢は36歳で、みちにとって先輩に当たる。
出版社に勤務するキャリアウーマン・楓を妻に持つ。妻に献身的に接しているが、妻からは仕事の多忙さを理由に性交を拒絶されており、そのことに不満を抱いている。
吉野 陽一（よしの よういち）
みちの夫。みちとは別の会社に勤めるサラリーマン。年齢は35歳。
みちのことは家族として大切に思っているが、長期間のセックスレスが影響して妻の求めに応じられずにいる。

## 作風
本作では「夫婦間のセックスレス」が描かれており、特にセックスレスに陥った女性の苦悩が生々しく描写されている。一方で、作中では女性の立場だけでなく男性の立場に立脚した描写もあり、セックスレスについて、より広い観点からその苦しみが描かれている。本作の担当編集者は、セックスを拒否している人間に圧力をかけることが本作の目的ではないと語り、それ故、作劇に当たっては「だれかを悪者にしないこと」を意識している、と発言している。
本作は恋愛漫画であり、作者によると「恋愛要素のあるマンガをきちんと描く」のは本作が初だという。しかしながら、本作では男女の機微が細やかに描写されており、ライターの六原ちずは、その細やかさを「胸がヒリヒリするほど繊細かつ克明」と形容している。なお、本作に登場するキャラクターの造形には作者自身の体験や作者が味わった感情が反映されており、マンガ情報メディア「マンガ新聞」の編集長・駒村悠貴は、本作について、キャラクター全員の心情にリアリティがあると評している。

## 制作背景
本作は、作者と担当編集者の会話がきっかけで誕生した。作者によると、双方の恋愛経験について話しているときに「セックスレス」という単語が飛び出し、そこからセックスレスで悩む男女が出会う話を思いついたという。このアイディアに担当編集者も賛同したため、ネームに起こしたところ、編集会議を通過して連載が決まった。
担当編集者は、セックスレスというテーマについて、本作よりも前にこのテーマを扱った漫画はないが、一方で書籍では多く取り上げられており、このことから潜在的な需要が見込めると考えた、と語っている。

## 反響・評価
掲載誌が青年漫画雑誌であることが影響して連載開始当初は女性読者からの反響は少なめだったが、担当編集者によると、単行本の発売や電子書籍の配信に伴い、実際にセックスレスを経験した女性から共感の声が多く寄せられるようになったという。一例として、2018年2月28日から本作の電子版の配信を行っている「めちゃコミック」では配信開始直後から多数のレビューが寄せられており、同年12月21日時点でのレビュー数は14,300件を超えている。また、反響は売上面でも現れており、本作は同サイトの2018年の年間ランキングで1位に輝いている。「めちゃコミック」のメインユーザーは20歳代の女性と30歳代の女性であり、同サイトの運営会社であるアムタスは、メインユーザーにとってセックスレスが身近な問題だったことがこうした反響に繋がった、と分析している。

## 書誌情報
- ハルノ晴 『あなたがしてくれなくても』 双葉社〈アクションコミックス〉、全14巻
  1. 2018年3月28日第1刷発行（同日発売[双 2]）、ISBN 978-4-575-85132-8
  2. 2018年7月27日第1刷発行（同日発売[双 3]）、ISBN 978-4-575-85192-2
  3. 2019年3月28日第1刷発行（同日発売[双 4]）、ISBN 978-4-575-85287-5
  4. 2019年11月28日第1刷発行（同日発売[双 5]）、ISBN 978-4-575-85383-4
  5. 2020年4月27日第1刷発行（同日発売[双 6]）、ISBN 978-4-575-85437-4
  6. 2020年12月26日第1刷発行（同日発売[双 7]）、ISBN 978-4-575-85529-6
  7. 2021年8月26日第1刷発行（同日発売[双 8]）、ISBN 978-4-575-85626-2
  8. 2022年4月27日第1刷発行（同日発売[双 9]）、ISBN 978-4-575-85711-5
  9. 2022年10月27日第1刷発行（同日発売[双 10]）、ISBN 978-4-575-85772-6
  10. 2023年3月16日第1刷発行（同日発売[双 11]）、ISBN 978-4-575-85823-5
  11. 2023年6月28日第1刷発行（同日発売[双 1]）、ISBN 978-4-575-85857-0
  12. 2023年11月28日発売[双 12]、ISBN 978-4-575-85913-3
  13. 2024年6月27日発売[双 13]、ISBN 978-4-575-85983-6
  14. 2025年4月24日発売[双 14]、ISBN 978-4-575-86085-6

## テレビドラマ
2023年4月13日から6月22日まで、フジテレビ系「木曜劇場」枠で放送された。主演は奈緒。
2014年7月期に同枠で放送された、不倫を赤裸々に描いて話題を呼んだ「昼顔〜平日午後3時の恋人たち〜」のスタッフが9年ぶりに再集結し制作された。
2023年6月29日22時から特別編として第10話と最終話の間「空白の数ヶ月」を描く物語が放送された。

### キャスト

#### 主要人物
吉野みち（よしの みち）〈32〉
演 - 奈緒
主人公。旧姓および離婚後の苗字：石上。建築会社「FUTABA建設」営業推進部で働くOL。
吉野陽一（よしの よういち）〈37〉
演 - 永山瑛太
みちの夫。カフェ「肆」の店長。
新名誠〈36〉
演 - 岩田剛典
みちの職場の上司。副部長。ヘッドハントされ、萬田ホールディングスに転職する（第9話）。
新名楓〈36〉
演 - 田中みな実
誠の妻。旧姓および離婚後の苗字：橋本。ファッション誌「GINGER」の副編集長。育児雑誌「Baby-mo」編集長（第11話）。

#### 周辺人物
三島結衣花（みしま ゆいか）
演 - さとうほなみ
陽一が出会う謎の女性。喫煙者。
北原華（きたはら はな）〈23〉
演 - 武田玲奈
みちの職場の後輩。
新名幸恵（にいな ゆきえ）
演 - 大塚寧々
誠の母親。
川上圭子（かわかみ けいこ）
演 - MEGUMI
楓が勤めるファッション誌の編集長。
高坂仁（こうさか じん）
演 - 宇野祥平
陽一が店長を務めるカフェのオーナー。
田中裕太
演 - 北川尚弥
「FUTABA建設」で新名誠の直属の部下。
横井加奈
演 - 中島侑香（第2話 - ）
「GINGER」編集部員。楓の部下。

#### FUTABA建設営業部社員
- 木下啓太 - 奥村秀人
- 堀部順平 - 松本紘史郎
- 安西優香 - 豊泉志織
- 小野寺絵里 - 中村美優
- 中島大輔 - 出井景梧
- 小山はるか - 前田莉瑚
- 沢村圭輔 - 福永拓海
- 矢嶋啓太 - 井上遥
- 桜田千佳 - 祖父江莉奈
- 森永孝平 - 宮本剛徳
- 黒柳つぐみ - たなかさと
- 佐伯美帆 - 吉田愛美
- 小坂梓 - 千広真弓
- 工藤舞 - 葛岡有
- 栗原美里 - 八田有美香
- 佐野祐介
- 宇賀神亮介
- 吉田正臣
- 細谷雄太
- 坂東睦月
- 川瀬遼太
- 星島泰三
- なんしぃ

### ゲスト

#### 第1話
店員
演 - 西郷豊
「vasco」店員。陽一がかつて此処で買ったものと同じキーホルダーはもう扱っていないと伝える。
清掃員
演 - 小林千里
「FUTABA建設」に出入りする清掃員。みちが忘れたスマートフォンを見つけていた。
自撮りするカップル
演 - ひでちゃん、希月木南
川の橋の上で花見しながら自撮りするカップル。

#### 第2話
コンビニ店員
演 - 大塚かなえ
誠がビールを買ったコンビニの店員。
花屋店員
演 - 後藤郁
誠が結婚記念日に用意する花を依頼した花屋の店員。
レストラン店員
演 - 矢作マサル
誠が結婚記念日に予約したレストランの店員。
クライアント
演 - 川井つと（第11話）、内藤聖羽（第11話）
「GINGER」の撮影でタイアップのバッグを提供したクライアント。

#### 第3話
客引き
演 - 中村匡志
陽一に「お遊びいかがっすか バイクのお兄さん」と声をかける風俗店の客引き。
店員
演 - 奥山裕太
みちと華がランチした店の店員。セットのスープを配膳する。

#### 第4話
岩井
演 - 管勇毅（第5話）
三島結衣花のかつての上司。3年前に別れるまで不倫関係にあった。
ゆってぃ
演 - ゆってぃ（本人役）
テレビ番組「ゆってぃのワカチコ散歩」のMC。「宝くじが当たったら何をしたいか」と街頭インタビューする。

#### 第5話
関麻美
演 - 紺野まひる（第11話・特別編）
離婚する予定の陽一の姉。
関美咲
演 - 浅川暦（第11話）
麻美の娘。
関翔太
演 - 福田清太（第11話）
麻美の息子。
店主
演 - コガケースケ
FUTABA建設社員が利用するタコライスのキッチンカーの店主。

#### 第6話
店員
演 - 牧亮佑
三島結衣花の歓迎会が行われた焼肉屋の店員。
店員
演 - 榎木さりな
誠が楓へ贈る花束を注文した花屋の店員。
母親
演 - 大須みづほ
楓が乗るタクシーの横を子供連れで通り過ぎた母親。

#### 第7話
滝澤太郎
演 - 斎藤陸
転職エージェントの男。
岩井鞠子
演 - 佐藤めぐみ（第8話）
三島結衣花のかつての不倫相手の妻。

#### 第8話
衛藤史明
演 - 森啓一朗
衛藤法律事務所・弁護士。岩井鞠子の代理人。三島結衣花に慰謝料500万円の示談合意書への署名を促す。

#### 第9話
多々木
演 - 仁科貴
吉野夫妻が内覧に行った中古分譲マンションオープンルームの担当営業。
女性
演 - 替地桃子
「肆」の店の前でベビーカーを階段下に降ろせず困っていた子連れの女性。吉野陽一が降ろすのを手伝ってあげた。
子供
演 - 嶋田鉄太
男性の保護者と共に訪れた「肆」の子供客。

#### 第10話
配達員
演 - 伊島空
カフェ「肆」に配達に来た男性。受領証にサインを求めるが、寝ぼけていた陽一に拒絶されてしまう。
叔母
演 - 正木佐和、飯野めぐみ
幸恵の葬儀に参列した誠の親戚の伯母たち。楓が見舞いにあまり来ていなかったことから「雑誌の副編集長ってそんなに忙しいの？」と誠を問い詰める。
誠の父
演 - 山中敦史
誠の父。喪主をつとめた幸恵の葬儀で泣き崩れる。
上司
演 - 河野安郎
誠の新しい勤務先「萬田ホールディングス」での上司。
スタッフ
演 - 橋本恵一郎
幸恵の葬儀を取り仕切った葬儀社のスタッフ。

#### 第11話
華の彼氏
演 - 花戸祐介
みちの家に逃げ込んだ華を迎えに来る。
上司
演 - 矢崎まなぶ
「FUTABA建設」でのみちの新しい上司。
社員
演 - 比佐仁
「FUTABA建設」の商談相手の「Benimutsu Estate」の社員。新名から担当が代わってからミスだらけだと、みち達を叱責する。
店員
演 - 宮島三郎（特別編）
みちが瀬田と会い、そこに陽一も居合わせた喫茶店の店員。
瀬田慎之介
演 - 野間口徹（特別編）
医療関係の精密機械などを取り扱う会社の経営者。マッチングアプリでダブルブッキングした華の代役として、呼び出されたみちが相手をする。

#### 特別編
虹川孝生
演 - ジャンボたかお（レインボー）
みちと華とエスカレーターですれ違うサラリーマン。

### スタッフ
- 原作 - ハレノ晴『あなたがしてくれなくても』（双葉社）[77]
- 脚本 - 市川貴幸、おかざきさとこ、黒田狭[77]
- 脚本協力 - おかざきさとこ (1～3話)、黒田狭 (10話)、市川貴幸 (特別編)
- 音楽 - 菅野祐悟[77]
- 主題歌 - 稲葉浩志「Stray Hearts」（VERMILLION RECORDS）[78]
- 挿入歌 - 稲葉浩志「ダンスはうまく踊れない」（VERMILLION RECORDS）[78]
- コーヒー監修 - カフェスタイルコジロウ、石本春華
- 誘導警備監修 - 株式会社SGS
- 建築監修 - 上田真路、加藤聖也（KUROFUNE Design Holdings）
- 取材協力 - DAIHO、安藤ハザマ、飛島建設
- 演出 - 西谷弘[77]、髙野舞、三橋利行（FILM）、清矢明子、岩城隆一
- プロデュース - 三竿玲子[77]
- 制作著作 - フジテレビ

### 放送日程
| 各話                                                                        | 放送日  | サブタイトル                          | 脚本            | 演出     | 視聴率 |
| --------------------------------------------------------------------------- | ------- | ------------------------------------- | --------------- | -------- | ------ |
| 第1話                                                                       | 4月13日 | セックスレスがテーマ…大人の恋愛ドラマ | 市川貴幸 黒田狭 | 西谷弘   | 5.8%   |
| 第2話                                                                       | 4月20日 | 秘密の共有…取り残される心             | 市川貴幸 黒田狭 | 西谷弘   | 4.9%   |
| 第3話                                                                       | 4月27日 | キスだけで満たされるなんて            | 市川貴幸 黒田狭 | 髙野舞   | 5.0%   |
| 第4話                                                                       | 5月04日 | ずっとこうして欲しかった…             | おかざきさとこ  | 三橋利行 | 5.2%   |
| 第5話                                                                       | 5月11日 | 何があっても傍にいるから…             | 市川貴幸        | 三橋利行 | 5.2%   |
| 第6話                                                                       | 5月18日 | 燻る恋の炎…裏切りの告白!              | おかざきさとこ  | 高野舞   | 4.9%   |
| 第7話                                                                       | 5月25日 | 恋が終わり、罪が残る…                 | 市川貴幸        | 清矢明子 | 5.3%   |
| 第8話                                                                       | 6月01日 | 妻と妻の対決!さよなら恋心             | おかざきさとこ  | 三橋利行 | 5.8%   |
| 第9話                                                                       | 6月08日 | サヨナラと言いたくなかった            | 市川貴幸        | 岩城隆一 | 6.1%   |
| 第10話                                                                      | 6月15日 | 好きなのに…それぞれの選択             | おかざきさとこ  | 高野舞   | 6.2%   |
| 最終話                                                                      | 6月22日 | ちゃんと決着をつけたい…               | 市川貴幸        | 西谷弘   | 6.3%   |
| 平均視聴率 5.5%（視聴率はビデオリサーチ調べ、関東地区・世帯・リアルタイム） |         |                                       |                 |          |        |
| 特別編                                                                      | 6月29日 | 最終話で描かれなかった空白の数ヶ月    | おかざきさとこ  | 三橋利行 | 4.9%   |

- 初回は22時 - 23時9分の15分拡大放送。
- 第10話は『キリンチャレンジカップ2023  日本× エルサルバドル』（18時05分 - 21時09分）中継のため、15分繰り下げられ、22時15分 - 23時09分に放送された。

### 受賞
- 第116回ザテレビジョンドラマアカデミー賞（2023年）[82]
  - 主演女優賞（奈緖）
- TVerアワード2023
  - ドラマ大賞

| フジテレビ系 木曜劇場                         | フジテレビ系 木曜劇場                                | フジテレビ系 木曜劇場                          |
| 前番組                                        | 番組名                                               | 次番組                                         |
| --------------------------------------------- | ---------------------------------------------------- | ---------------------------------------------- |
| 忍者に結婚は難しい （2023年1月5日 - 3月16日） | あなたがしてくれなくても （2023年4月13日 - 6月22日） | この素晴らしき世界 （2023年7月20日 - 9月14日） |